# Khéops (chien)
Pour les articles homonymes, voir Khéops.
Khéops, un berger allemand, était un célèbre chien sauveteur. Son maitre s'appelait Alain Mercier, et était pompier à Menton.

## Biographie
Khéops est sorti major du "stage national de chiens de recherche et de sauvetage en décombres" de Briançon.
Par la suite, il intégra le corps de pompiers de Menton où il effectua de nombreuses missions : recherche de personnes disparues, détection d'explosifs...
Il fit partie des équipes de secours envoyées par la France lors du Séisme de 1985 à Mexico.
En 1988, Khéops subit, à l'École nationale vétérinaire d'Alfort, la première greffe de rein jamais tentée sur un chien.
En 1989, Georges Fleury lui a consacré un livre aux éditions Grasset.